# Essen (België)
Essen is een plaats en gemeente in de Belgische provincie Antwerpen. De gemeente telt ruim 19.000 inwoners. De gemeente ligt aan drie kanten tegen de grens met Nederland. Essen behoort tot het kieskanton Brecht en het gerechtelijk kanton Kapellen. De gemeente is gelegen in de Noorderkempen.

## Toponymie
De naam 'Essen' kwam in het verleden ook voor als Esshen, Essche(n) of Esse. Er wordt algemeen aangenomen dat Essen slaat op hooggelegen akkers bij een waterloop of nederzettingen aan een beek. Ook de boomsoort es wordt verwant aan de gemeentenaam. Het was een toponiem dat al voorkwam in het Oudnederlands in de betekenis van 'boot van essenhout'. Essen gebruikte men graag voor het bouwen van schepen.

## Geschiedenis[2]

### Prehistorie
Op Essens grondgebied zijn er vier locaties waar er vondsten uit de prehistorie gevonden zijn. Op basis van vier vindplaatsen is het niet eenvoudig om conclusies te trekken. Eén ding is duidelijk: dat er ongeveer 8500 jaar geleden in Essen al mensen rondgetrokken hebben en her en der halt hebben gehouden om hun kamp op te slaan en om onder andere vuursteen te bewerken, om bijvoorbeeld een pijlpunt te maken. Een paar van die vuurstenen zijn teruggevonden.

### Abdij van Tongerlo
Essen werd in 1159 als allodium door Berner van Rijsbergen geschonken aan de Abdij van Tongerlo, die de grondheerlijke rechten echter moest delen met de hertogen van Brabant. Het werd samen met het zuidelijker gelegen Kalmthout en het Tongerloose deel van Huijbergen (in het huidige Nederland) één heerlijkheid, die tot de Franse Revolutie eigendom was van de abdij.

### Plunderingen
In 1542 werd het dorp geplunderd door de troepen van Maarten van Rossum en in 1583 door de troepen van maarschalk Armand de Gontaut-Biron.

### Grensgemeente en wapenschild
In 1795 werd Essen een zelfstandige gemeente. Uit dankbaarheid namen de Essenaars het wapen over van prelaat Hermans de laatste abt van Tongerlo. Hermans is ook een achternaam die in Essen voorkomt. De twee ossenkoppen verwijzen naar de ontginning van de heidegronden en symbolisch naar de standvastigheid, het lam verwijst naar de begrazing en symbolisch naar geduld. Mijter en staf verwijzen nog steeds naar de relatie met de abdij. In 1802 werd het ook een zelfstandige parochie. Voorheen behoorde Essen tot de parochie Nispen.

#### Belgische Revolutie
Na de val van Napoleon in 1815 ontstond het Verenigd Koninkrijk onder Willem I van Oranje-Nassau. Toen de Zuidelijk Nederlanden - het huidige België - zich in 1830 afscheurde van Nederland, werd Essen een grensgemeente. Op 21 november 1830 vond er tijdens de Slag bij Essen in de Belgische Onafhankelijkheidsoorlog een treffen plaats tussen Belgische opstandelingen en Nederlandse militairen. De grens van Essen werd na afscheiding van Nederland nog een paar jaar bewaakt door Waalse militairen. Op 20 november 1831 trokken zij naar Roosendaal om keet te schoppen. De wraak van de Nederlanders volgde ’s anderendaags. Tijdens de hoogmis drongen 4.000 soldaten Essen binnen en doorzochten alle huizen. Vijf soldaten en twee dorpelingen sneuvelden hierbij. Dit gebeurde tijdens de Slag om het Heuvelplein.

### Economische groei
Op 9 juli 1852 vonden België en Nederland elkaar terug om een verdrag te sluiten voor de aanleg van een nieuwe spoorlijn tussen Antwerpen en Rotterdam. Zo werd in de jaren 1852-54 de spoorlijn Antwerpen - Lage Zwaluwe aangelegd met een grensstation in Essen. Door die route miste de lijn de stad Breda. Een van de oprichters van de Société Anonyme des chemins de fer d'Anvers à Rotterdam bezat echter grond in Essen en wilde die in waarde laten stijgen. De trein zorgde ervoor dat rijke Antwerpenaars in Essen de rust kwamen opzoeken. De Essense studenten, arbeiders en dienstmeiden konden gemakkelijker naar Antwerpen om te leren en te werken.
Het station van Essen was en is het laatste spoorwegstation voor de Nederlandse grens. Het treinstation was toen het belangrijkste grensstation tussen België en Nederland. De vele afstelsporen herinneren nog aan de douanecontrole van het grensoverschrijdend verkeer. Met de komst van de spoorlijn ontwikkelde het dorp zich inderdaad snel. De grensfunctie van het spoorstation verschafte veel werkgelegenheid en zorgde ervoor dat dit station een verplichte halte was voor de internationale treinen. Er ontwikkelde zich een groot forensenverkeer met snelle treinen naar Antwerpen. Tegenwoordig resten  nog een stoptrein en IC-verbinding (met vier haltes) met Antwerpen en Brussel-Zuid alsmede een stoptreinverbinding met Roosendaal.
Bij het grensstation stonden sinds 1896 ook quarantainestallen waarin tot de jaren '70 vooral vetvee via een speciale loskade in afzondering werd geplaatst om de dieren te controleren op besmettelijke ziekten. In 1994 werden de Quarantainestallen wettelijk beschermd als monument.

### WO I
Tijdens de Eerste Wereldoorlog werd Essen afgesneden van de buitenwereld. De Duitsers vonden het niet nodig om de "bult" (Essen is als u op de kaart kijkt een soort van bult) af te spannen door prikkeldraad en kozen voor de gemakkelijkste oplossing rechtdoor. Dit is de zogenaamde Dodendraad waarvan er vele doeken met foto's van die tijd te zien zijn in Essen en Kalmthout. Het neutrale Nederland spande op zijn beurt de resterende kilometers af. Ondanks het isolement deden de smokkelaars in deze periode gouden zaken.

### WO II
Toen de Duitse bezetters zich op het einde van de Tweede Wereldoorlog terugtrokken, lieten zij een spoor van vernieling achter. Vele kerken en vooral kerktorens waaronder de O.-L.-V. Geboortekerk van Essen-Centrum, de Sint-Jan-Baptistkerk van Wildert en de Sint-Vincentius-à-Paulokerk van Horendonk, werden gedynamiteerd omdat deze ideale uitkijkposten waren. Alleen de Eucharistisch Hartkerk aan het College, de Sint-Antonius-van-Paduakerk te Essen-Statie en de Sint-Pieterskerk te Hoek werd niet vernietigd. Daarnaast vielen in Essen nog vele V1- en V2-bommen, die eigenlijk bedoeld waren voor de haven van Antwerpen.

### Naoorlogse geschiedenis
In 1959 werd in de Nieuwstraat een douanekantoor gebouwd op de plek waar voor de Tweede Wereldoorlog nog de O.-L.-V. Geboortekerk stond. Essen was, na Wuustwezel, het drukste wegkantoor aan de Belgisch-Nederlandse grens. Sinds 1 januari 1993 verviel deze procedure.
Er bestaat sinds ruim 1976 een Stedencontact met Essen (Oldenburg) in Duitsland.
1977 werden de gemeenten heringericht. Grenzen en gronden werden herschikt, zodat deze op een logische manier werden verdeeld onder de gemeenten. Dit leidde tot het ontstaan van Essen-Hoek. Hoek bestond al vele eeuwen, maar was voordien opgedeeld in Kalmthoutsehoek of Kalmthoutse Hoek en Essen-Hoek of Moerkant. De parochie Hoek bestaat al 150 jaar, daarom was de versmelting eerder een formaliteit.

## Geografie
Essen is de op twee na meest noordelijk gelegen gemeente van België en ligt ingeklemd tussen de gemeente Kalmthout en de Nederlandse grens. Daarmee is het, samen met Momignies, een van de twee Belgische gemeenten die aan slechts aan één andere Belgische gemeente grenst. De overige buurgemeenten zijn Nederlands. Op de kaart gekeken, lijkt Essen een soort "bult". Essen is de meest noordwestelijke gemeente van de Kempen en de meest noordelijke gemeente van de Noorderkempen.

### Kernen / Wijken
Essen heeft geen deelgemeenten. Naast het dorpscentrum dat "Essen-Centrum" wordt genoemd, liggen op het grondgebied nog enkele wijken en gehuchten. De wijk Heikant sluit aan op het westen van de dorpskern. Iets verder westwaarts ligt het landelijk woonlint Essen-Hoek. Ten oosten van het centrum ligt het gehucht Horendonk. In het zuiden van de gemeente ligt het gehucht Wildert. Ten westen van het centrum ligt de wijk Statie.
In 1977 werden de Belgische gemeentes herverdeeld. Essen kreeg een stukje van het Kalmthoutse gehucht Kalmthoutse Hoek. Dit werd toegevoegd bij Essen-Hoek.

### Buurten
De plaats Essen bestaat uit de wijken Essen-Centrum en Essen-Statie. Deze tellen op hun beurt verschillende buurten waaronder De Heuvel, De Donk, Spijker, Zandstraat, Werf, Bredestraat, Schanker, Schriek, Steenpaal, Vennen, Schildershof, Hemelrijk, Statievelden en Hondsberg.

### Aangrenzende gemeenten
| Aangrenzende gemeenten | Aangrenzende gemeenten | Aangrenzende gemeenten        | Aangrenzende gemeenten | Aangrenzende gemeenten |
| ---------------------- | ---------------------- | ----------------------------- | ---------------------- | ---------------------- |
|                        |                        | Roosendaal (NL), Rucphen (NL) |                        |                        |
|                        |                        |                               |                        |                        |
| Woensdrecht (NL)       | Zundert (NL)           |                               |                        |                        |
|                        |                        |                               |                        |                        |
|                        |                        | Kalmthout                     |                        |                        |

## Bezienswaardigheden

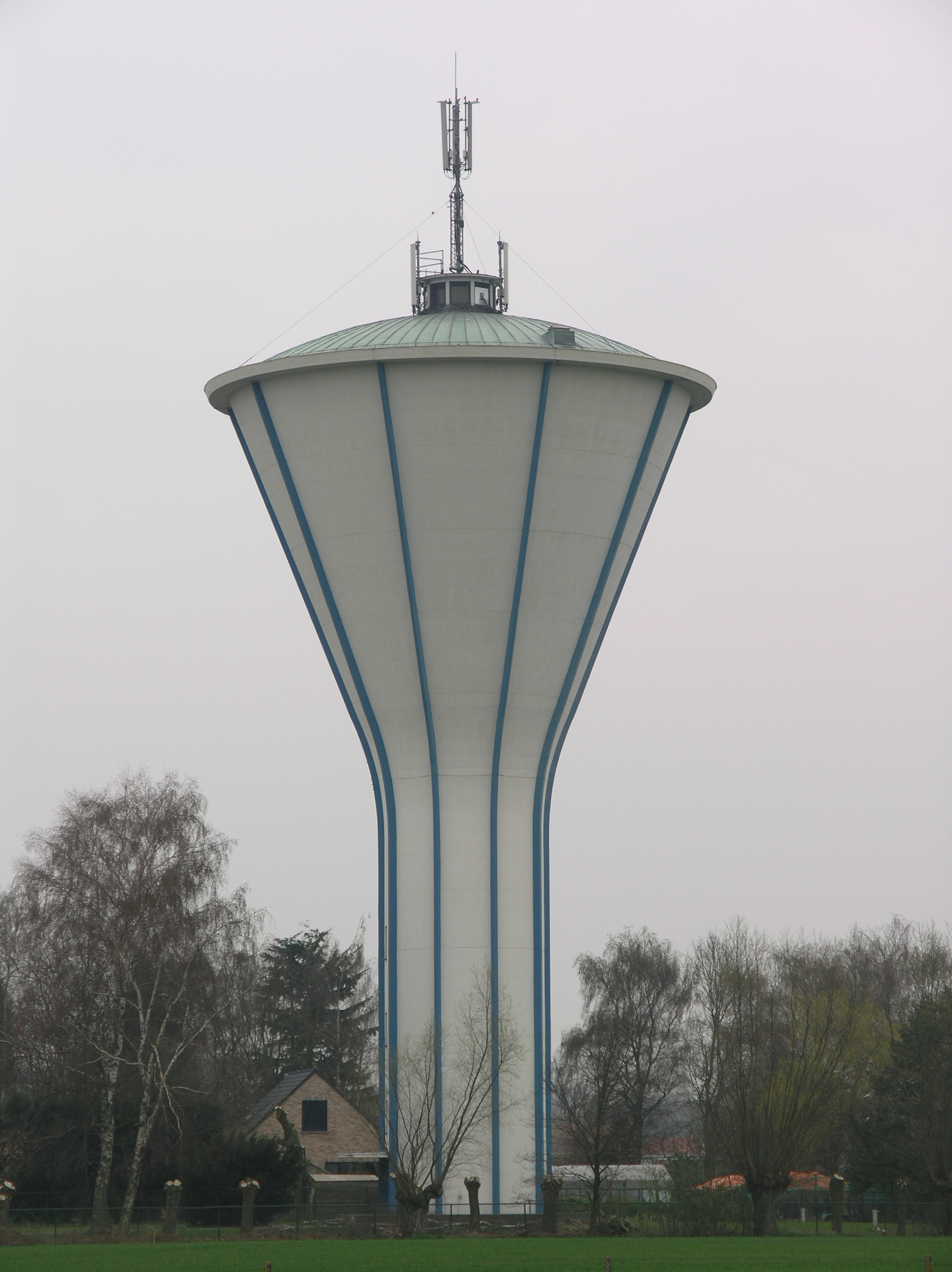
Watertoren van Essen

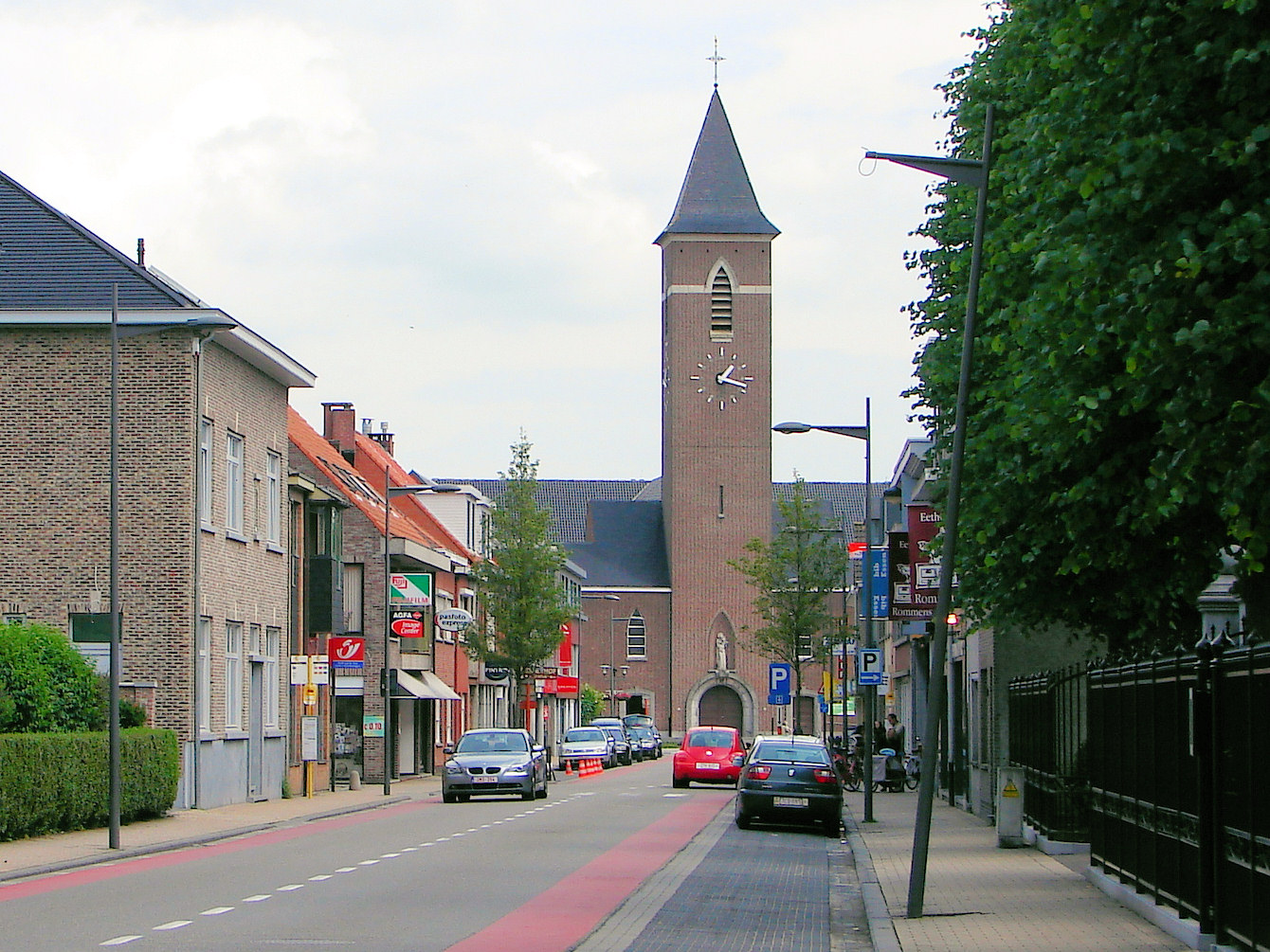
Dorpsgezicht met de Onze-Lieve-Vrouw Geboortekerk

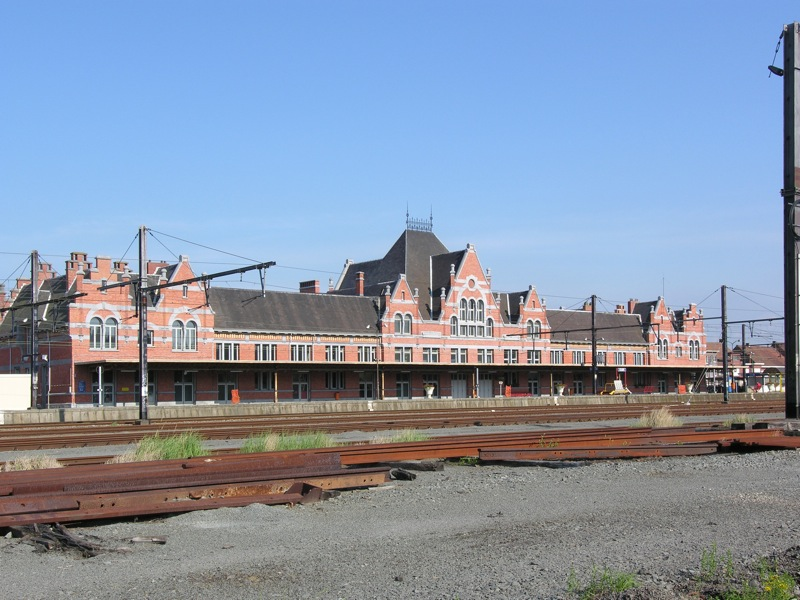
Station Essen

- de Kiekenhoeve, een oude hoeve uit 1776 dicht bij het Karrenmuseum in de Moerkantsebaan
- de Quarantainestallen waarin tot de jaren '70 vooral vetvee via een speciale loskade in afzonderingen werd geplaatst om de dieren te controleren op besmettelijke ziekten, gelegen in de Hemelrijk
- het station van Essen
- de oude NMBS-goederenloods, dicht bij het station van Essen
- enkele herenhuizen in de Nieuwstraat
- de Oude Pastorij die gedurende 500 jaar de verblijfsplaats van de pastoors van Essen-Nispen was. De eerste vermelding van de Oude Pastorij dateert uit 1362. Het doet nu dienst als cultureel centrum. Zowel in 1422 als in 1557 werd de pastoor er vermoord. Na de verwoesting in 1586 werd ze weer opgebouwd onder leiding van abt Piera. Zijn wapenschild werd aangebracht boven de deur. Wat er nu overblijft, is maar een kwart van wat het ooit is geweest.
- de Eucharistisch Hartkerk van het College van het Eucharistisch Hart en de school zelf, vlak aan de Paterstuin of Park Paters Redemptoristen in de Rouwmoer. Dit Redemptoristenklooster met kerk en school werd gebouwd in 1908 op de plaats waar zich vroeger een abdijhoeve bevond: de Rouwmoershoeve. Op de kerk is een koperen Heilig-Hartbeeld van 4,5 m hoog geplaatst. In de tuin bevindt zich een Lourdesgrot. Hier vonden enkele opnames van de televisieserie Salamander op één plaats.
- De Bakkersmolen uit 1981 in de Sint-Jansstraat in Wildert. Deze molen is de jongste van Vlaanderen.
- De Molen van Aerden, een windmolenrestant
- De Sint-Antonius van Paduakerk door architect Jules Bilmeyer aan het Sint-Antoniusplein
- De Onze-Lieve-Vrouw-Geboortekerk

### Musea
- het Karrenmuseum aan de Moerkantsebaan
- het Gerard Meeusenmuseum gevestigd op de zolderverdieping van het gemeentehuis aan het Heuvelplein[5]
- het stoommuseum in de Bakkersmolen in de Sint-Jansstraat
- Robotland, technologisch doe-centrum naast het station
- ’t Kniphof, papierknipkunst in Essen-Horendonk[6]

## Natuur
Door Essen lopen verschillende beken. De langste en bekendste is wellicht de Kleine Aa. Deze stroomt van het zuiden van de gemeente langs de oostkant van de dorpskern van Wildert om dan in het noorden van de gemeente te stromen langs de oostkant van de dorpskern van Essen-Centrum.

### Hydrografie
- Molenbeek
- Biezebeek
- Papenmoerbeek
- Oude Moervaart
- Spillebeek
- Kleine Aa of Wildertse Beek ter hoogte van Wildert.
- Roosendaalse Vaart

### Natuurgebieden
- Het Bosmuseum Wildertse Duintjes
- De Horendonkse Bossen of Essen-Duinen
- Het Park Paters Redemptoristen of de Paterstuin

## Demografie

### Demografische ontwikkeling
- Bronnen:NIS, Opm:1806 tot en met 1981=volkstellingen; 1990 en later= inwonertal op 1 januari

Sinds oktober 2017 telt Essen meer dan 19.000 inwoners. Bijna één op de vijf Essenaren heeft de Nederlandse nationaliteit.
| Inwoners van jaar tot jaar op 1 januari 1992 tot heden | Inwoners van jaar tot jaar op 1 januari 1992 tot heden | Inwoners van jaar tot jaar op 1 januari 1992 tot heden |
| jaar                                                   | Aantal                                                 | Evolutie: 1992=index 100                               |
| ------------------------------------------------------ | ------------------------------------------------------ | ------------------------------------------------------ |
| 1992                                                   | 14.729                                                 | 100,0                                                  |
| 1993                                                   | 15.007                                                 | 101,9                                                  |
| 1994                                                   | 15.198                                                 | 103,2                                                  |
| 1995                                                   | 15.427                                                 | 104,7                                                  |
| 1996                                                   | 15.626                                                 | 106,1                                                  |
| 1997                                                   | 15.907                                                 | 108,0                                                  |
| 1998                                                   | 16.118                                                 | 109,4                                                  |
| 1999                                                   | 16.276                                                 | 110,5                                                  |
| 2000                                                   | 16.407                                                 | 111,4                                                  |
| 2001                                                   | 16.482                                                 | 111,9                                                  |
| 2002                                                   | 16.665                                                 | 113,1                                                  |
| 2003                                                   | 16.697                                                 | 113,4                                                  |
| 2004                                                   | 16.791                                                 | 114,0                                                  |
| 2005                                                   | 16.872                                                 | 114,5                                                  |
| 2006                                                   | 17.001                                                 | 115,4                                                  |
| 2007                                                   | 17.143                                                 | 116,4                                                  |
| 2008                                                   | 17.417                                                 | 118,2                                                  |
| 2009                                                   | 17.636                                                 | 119,7                                                  |
| 2010                                                   | 17.797                                                 | 120,8                                                  |
| 2011                                                   | 17.919                                                 | 121,7                                                  |
| 2012                                                   | 18.075                                                 | 122,7                                                  |
| 2013                                                   | 18.066                                                 | 122,7                                                  |
| 2014                                                   | 18.256                                                 | 123,9                                                  |
| 2015                                                   | 18.427                                                 | 125,1                                                  |
| 2016                                                   | 18.615                                                 | 126,4                                                  |
| 2017                                                   | 18.792                                                 | 127,6                                                  |
| 2018                                                   | 19.079                                                 | 129,5                                                  |
| 2019                                                   | 19.038                                                 | 129,3                                                  |
| 2020                                                   | 19.162                                                 | 130,1                                                  |
| 2021                                                   | 19.196                                                 | 130,3                                                  |
| 2022                                                   | 19.341                                                 | 131,3                                                  |
| 2023                                                   | 19.629                                                 | 133,3                                                  |
| 2024                                                   | 19.630                                                 | 133,3                                                  |
| 2025                                                   | 19.606                                                 | 133,1                                                  |

## Politiek

### Structuur
De gemeente Essen maakt deel uit van het kieskanton Brecht, gelegen in het provinciedistrict Kapellen, het kiesarrondissement Antwerpen en ten slotte de kieskring Antwerpen.
| Essen            | Essen            | Supranationaal         | Nationaal                         | Nationaal           | Gemeenschap         | Gewest              | Provincie           | Arrondissement  | Provinciedistrict | Kanton          | Gemeente        |
| ---------------- | ---------------- | ---------------------- | --------------------------------- | ------------------- | ------------------- | ------------------- | ------------------- | --------------- | ----------------- | --------------- | --------------- |
| Administratief   | Niveau           | Europese Unie          | België                            | België              | Vlaanderen          | Vlaanderen          | Antwerpen           | Antwerpen       | Antwerpen         | Antwerpen       | Essen           |
| Administratief   | Bestuur          | Europese Commissie     | Belgische regering                | Belgische regering  | Vlaamse regering    | Vlaamse regering    | Deputatie           | Deputatie       | Deputatie         | Deputatie       | Gemeentebestuur |
| Administratief   | Raad             | Europees Parlement     | Kamer van volksvertegenwoordigers | Vlaams Parlement    | Vlaams Parlement    | Vlaams Parlement    | Provincieraad       | Provincieraad   | Provincieraad     | Provincieraad   | Gemeenteraad    |
| Kiesomschrijving | Kiesomschrijving | Nederlands Kiescollege | Kieskring Antwerpen               | Kieskring Antwerpen | Kieskring Antwerpen | Kieskring Antwerpen | Kieskring Antwerpen | Antwerpen       | Kapellen          | Brecht          | Essen           |
| Verkiezing       | Verkiezing       | Europese               | Federale                          | Federale            | Vlaamse             | Vlaamse             | Provincieraads-     | Provincieraads- | Provincieraads-   | Provincieraads- | Gemeenteraads-  |

### Gemeenteraad
| College van burgemeester en schepenen (2024-2030)                                                                                                  | College van burgemeester en schepenen (2024-2030) |
| --- | ------------------------------------------------- |
| Burgemeester | Geert Vandekeybus (N-VA/PLE)                      |
| Schepenen 1. Robin Jacobs (N-VA/PLE) 2. Arno Aerden (Vooruit) 3. Helmut Jaspers (Vooruit) 4. Joris Brosens (N-VA/PLE) 5. Katrien Somers (N-VA/PLE) |                                                   |
| Voorzitter van de gemeenteraad | Dirk Smout (N-VA/PLE)                             |

### Geschiedenis

#### (Voormalige) Burgemeesters
| Tijdspanne | Tijdspanne   | Burgemeester                          |
| ---------- | ------------ | ------------------------------------- |
|            | ? - 1803     | Lemmens                               |
|            | 1803 - ?     | Lauwers                               |
|            | 1836 - ?     | Karel Van Beeck                       |
|            | ? - 1866     | Leopold Claessens                     |
|            | 1870 - 1883  | Willem Van Loon                       |
|            | 1884 - 1896  | Chretien Van Loon                     |
|            | 1896 - 1919  | Florimond Buurmans                    |
|            | 1919 - 1941  | Jules Kenis                           |
|            | 1941 - 1942  | Jan Meeusen (waarnemend burgemeester) |
|            | 1942 - 1944  | Karel Goovaerts (VNV)                 |
|            | 1944 - 1947  | Jules Kenis                           |
|            | 1947 - 1965  | Emiel Dierckxsens                     |
|            | 1965 - 1995  | Herman Suykerbuyk (CVP)               |
|            | 1996 - 2006  | Frans Schrauwen (CVP / CD&V)          |
|            | 2007 - 2024  | Gaston Van Tichelt (CD&V)             |
|            | 2025 - heden | Geert Vandekeybus (N-VA)              |

#### Legislatuur 2001 - 2006
Er werd een coalitie gesloten tussen CVP en VLD. Burgemeester was Frans Schrauwen.

#### Legislatuur 2007 - 2012
De voorgaande coalitie werd afgestraft door de kiezer. Er werd een coalitie gesloten tussen CD&V en sp.a. Uitdrukkelijke voorwaarde van die laatste partij was het stopzetten van het mandaat van Schrauwen als burgemeester.

#### Legislatuur 2013 - 2018
Burgemeester is Gaston Van Tichelt (CD&V). Hij leidt een coalitie bestaande uit CD&V en sp.a. Samen vormen ze de meerderheid met 14 op 25 zetels.

#### Legislatuur 2019 - 2024
Bij de gemeenteraadsverkiezingen van oktober 2018 waren er enkele wijzigingen wat betreft de opkomende partijen. Open VLD en Piratenpartij kwamen niet meer op en enkele leden van het Vlaams Belang scheurden zich af van hun partij en deze kwamen op onder de naam "Essen's Belang".
De kartelpartij N-VA/PLE werd nipt de grootste partij met twee stemmen meer dan CD&V en het kartel ging 4,7% vooruit. N-VA/PLE kreeg hierdoor één zetel meer dan bij de vorige verkiezingen en behaalde één zetel meer dan CD&V, die één zetel verloor. CD&V en N-VA/PLE behaalden hetzelfde percentage stemmen, namelijk 34,7%. sp.a behield haar vier zetels . Vlaams Belang behaalde twee zetels, één zetel meer dan bij de vorige verkiezingen. Essen's Belang raakte niet boven de kiesdrempel.
De vorige rooms-rode coalitie CD&V-sp.a werd verdergezet met een meerderheid van 13 op 25 zetels en N-VA/PLE belandde zo in de oppositie. Gaston Van Tichelt werd opnieuw burgemeester.

#### Legislatuur 2024 - 2030
Bij de gemeenteraadsverkiezingen van oktober 2024 werd de lijst N-VA/PLE opnieuw de grootste met 11 zetels, goed voor bijna 40 procent van de stemmen. De CD&V van uittredend burgemeester Gaston Van Tigchelt, geen kandidaat voor een hernieuwing van zijn mandaat, eindigde pas op de derde plaats met 23 procent, een verlies van meer dan 10 procentpunt, en behaalde zes zetels, net zoals haar coalitiepartner Vooruit, die naar 25 procent klom. De vierde partij die opkwam, Vlaams Belang, behield haar twee zetels en scoorde 12 procent. 
N-VA/PLE vormde een coalitie met Vooruit, die over een meerderheid beschikken van 17 op 25 zetels. Geert Vandekeybus (N-VA) werd burgemeester.

#### Resultaten gemeenteraadsverkiezingen sinds 1976
| Partij of kartel     | Partij of kartel                          | 10-10-1976 | 10-10-1976 | 10-10-1982 | 10-10-1982 | 9-10-1988 | 9-10-1988 | 9-10-1994 | 9-10-1994 | 8-10-2000 | 8-10-2000 | 8-10-2006 | 8-10-2006 | 14-10-2012 | 14-10-2012 | 14-10-2018 | 14-10-2018 | 13-10-2024 | 13-10-2024 |
| Stemmen / Zetels     | Stemmen / Zetels                          | %          | 21         | %          | 23         | %         | 23        | %         | 23        | %         | 25        | %         | 25        | %          | 25         | %          | 25         | %          | 25         |
| -------------------- | ----------------------------------------- | ---------- | ---------- | ---------- | ---------- | --------- | --------- | --------- | --------- | --------- | --------- | --------- | --------- | ---------- | ---------- | ---------- | ---------- | ---------- | ---------- |
|                      | Agalev1/ Groen!2                          | -          |            | -          |            | 9,861     | 2         | 6,711     | 1         | 7,451     | 1         | 6,022     | 1         | -          |            | -          |            | -          |            |
|                      | SP1/ sp.a2/ sp.a-JijmaaktEssen3/ Vooruit4 | 19,991     | 3          | 17,811     | 4          | 13,331    | 3         | 18,611    | 4         | 17,321    | 4         | 17,622    | 4         | 17,332     | 4          | 17,83      | 4          | 24,94      | 6          |
|                      | CVP1/ CD&V2                               | 80,011     | 18         | 59,321     | 16         | 58,61     | 16        | 44,591    | 12        | 34,661    | 10        | 31,102    | 9         | 34,912     | 10         | 34,72      | 9          | 23,02      | 6          |
|                      | PVV1/ VLD2/ Open Vld3                     | -          |            | 6,871      | 0          | 5,741     | 0         | 16,652    | 4         | 20,622    | 6         | 12,642    | 3         | 7,193      | 1          | -          |            | -          |            |
|                      | VU1/ VU&ID2/ N-VA-PLE3                    | -          |            | 161        | 3          | 12,471    | 2         | 12,131    | 2         | 10,722    | 2         | 18,283    | 5         | 30,013     | 9          | 34,73      | 10         | 39,93      | 11         |
|                      | Vlaams Blok1/ Vlaams Belang2              | -          |            | -          |            | -         |           | -         |           | 9,231     | 2         | 12,212    | 3         | 7,852      | 1          | 9,62       | 2          | 12,32      | 2          |
|                      | Anderen(*)                                | -          |            | -          |            | -         |           | 1,31      | 0         | -         |           | 2,13      | 0         | 2,72       | 0          | 3,2        | 0          | -          |            |
| Totaal stemmen       | Totaal stemmen                            | 7304       | 7304       | 8157       | 8157       | 8848      | 8848      | 9262      | 9262      | 10207     | 10207     | 10568     | 10568     | 10740      | 10740      | 11226      | 11226      | 8187       | 8187       |
| Opkomst %            | Opkomst %                                 |            |            |            |            | 94,89     | 94,89     | 93,94     | 93,94     | 94,15     | 94,15     | 94,70     | 94,70     | 91,26      | 91,26      | 91,6       | 91,6       | 65,7       | 65,7       |
| Blanco en ongeldig % | Blanco en ongeldig %                      | 3,93       | 3,93       | 4,39       | 4,39       | 3,85      | 3,85      | 5,72      | 5,72      | 3,37      | 3,37      | 2,72      | 2,72      | 2,44       | 2,44       | 3,5        | 3,5        | 0,5        | 0,5        |

De rode cijfers naast de gegevens duiden aan onder welke naam de partijen telkens bij een verkiezing opkwamen.

De zetels van de gevormde meerderheid zijn vetjes gedrukt. De grootste partij is in kleur.
 (*) 1994: PVDA (1,31%) / 2006: Vuurwerk !!! (2,13%) / 2012: Piratenpartij (2,72%) / 2018: Essen's Belang (3,2%)

## Cultuur

### Muziek
- Kommil Foo

### Evenementen
- Carnaval (de grootste stoet van de Noorderkempen)
- Hoekse Kermis, eerste weekend in juli, met de traditionele volksspelen op maandag.
- Pompoenfeesten met Pompoenstoet (eerste zondag van oktober)
- Wildertse Kermis (oktober)
- Uilse Kermis (4 dagen in september, afgesloten met volksspelen)
- Ambachtendag (laatste zondag van augustus)
- Kerstbierfestival met internationale uitstraling (half december)
- Elke jeugdbeweging in Essen heeft ook jaarlijks zijn eigen evenement.

## Religie
Essen is gelegen in het dekenaat Noorderkempen in het bisdom Antwerpen en heeft veel kerken (gelegen in de parochies die erna vermeld zijn) waaronder:
- O.-L.V.-Geboortekerk te Essen-Centrum
- Sint-Antonius-van-Paduakerk te Essen-Statie
- Sint-Jan-Baptistkerk te Wildert
- Verrezen Heerkerk te Heikant
- Sint-Pieterskerk te Essen-Hoek
- Sint-Vincentius-à-Paolokerk te Horendonk
- Eucharistisch Hartkerk, een kloosterkerk aan het College van het Eucharistisch Hart, deze is wel ontwijd.

## Mobiliteit

### Wegverkeer
In Essen lopen vier N-wegen: de N125, de N117, de N122 en de N133.

### Openbaar vervoer
De gemeente Essen heeft twee stations. Er is het grensstation aan spoorlijn 12 Antwerpen - Roosendaal en wordt bediend met de L-trein Roosendaal - Antwerpen-Centraal en doordeweeks ook met de IC-trein Essen - Brussel-Zuid - Charleroi-Centraal. Verder heeft ook het dorp Wildert een eigen treinhalte.
Vanuit Essen is er van De Lijn een buslijn met nummer 670 naar Kapellen en een buslijn met het nummer 674 naar Stabroek via Wildert.

## Sport
In Essen spelen voetbalclubs Excelsior FC Essen, KFC Olympic Essen, Horendonk FC en KSV Wildert.
Volleybal in Essen: EVL (T-Rex)
Atletiek in Essen: ESAC
Basket in Essen: ESBAC 

### Evenementen
- De Ronde van Essen, een loopwedstrijd (laatste volle week van augustus, elke dag in een andere Essense wijk)
- IKO cyclocross, een rit voor de DVV verzekeringen trofee georganiseerd aan de Hemelrijk

## Bekende Essenaren
Bekende personen die geboren of woonachtig zijn of waren in Essen of een andere significante band met de gemeente hebben:
- Bart Aernouts, veldrijder
- Pieter Andriessen, musicoloog
- Pam Cornelissen (Langeweg (N.B) 1934 - Essen 2020), Nederlands politicus (KVP, CDA)
- Hannes Delcroix, voetballer
- Sachli Gholamalizad, actrice en theatermaakster
- Jef van Gool (1935-2022), voetballer
- Jan Goossenaerts, van 2010 tot 2012 oudste man van België en Europa.
- Rose Gronon, dichteres
- Ditte Jaspers, actrice
- Hubert Lampo (Antwerpen 1920 - Essen 2006), schrijver
- Ludo Loos, wielrenner
- Gustaaf Magnel, ingenieur en hoogleraar aan de Rijksuniversiteit van Gent.
- Tom Meeusen, veldrijder
- René Melis, journalist en schrijver
- Paul Pauli, kunstschilder en schrijver
- Michiel Rampaart, acteur
- Jur Schryvers, voetballer
- Zdeněk Štybar jr., veldrijder
- Herman Suykerbuyk, politicus
- Dries van Noten, modeontwerper
- Cara Van der Auwera, zangeres, actrice, presentatrice
- Inga Verhaert, politica
- Ria Verschaeren (1941-2023), actrice
- Mich en Raf Walschaerts, cabaretiers (Kommil Foo)

## Partnersteden
- Essen (Oldenburg) (Duitsland)
- Šilalė (Litouwen)
- Žilina (Slowakije)
- Hradištko (Tsjechië)
- Witzenberg (Zuid-Afrika)

## Nabijgelegen kernen
Horendonk, Nispen, Essen-Hoek, Wildert, Nieuwmoer